# لهونژوب
لهونژوب (به لاتین: Lhünzhub) یک شهرک در جمهوری خلق چین است که در Lhünzhub County واقع شده‌است.